# August Schellenberg
August Werner Schellenberg (* 25. Juli 1936 in Montreal; † 15. August 2013 in Dallas, Texas) war ein kanadischer Schauspieler.

## Leben
August Schellenberg war der Sohn einer englisch-mohawkschen Frau und eines Schweizers. In Montreal lebte Schellenberg bis 1967, danach bis 1995 in Toronto. Er war mit Joan Karasevich verheiratet und Vater dreier Töchter.
Schellenberg spielte in mehreren Kinofilmen und Theaterstücken. Seine wahrscheinlich bekanntesten Filme sind die drei Teile zu Free Willy, in denen er an der Seite von Jason James Richter spielte. Insgesamt war er ab 1970 in mehr als 90 Film- und Fernsehproduktionen zu sehen.
1986 gewann er einen Gemini Award für The Prodigal und 1991 einen Genie Award für die Rolle des Chomina in Black Robe – Am Fluß der Irokesen.
August Schellenberg starb an den Folgen einer Krebserkrankung.

## Filmografie (Auswahl)

### Kino
- 1978: Power Play (Coup d'Etat)
- 1979: Die Bäreninsel in der Hölle der Arktis (Bear Island)
- 1981: Heavy Metal (Stimme)
- 1983: Der Rammbock (Le ruffian)
- 1984: The Painted Door
- 1991: Black Robe – Am Fluß der Irokesen (Black Robe)
- 1993: Free Willy – Ruf der Freiheit (Free Willy)
- 1993: Die Blutrache des Geronimo (Geronimo)
- 1994: Allein gegen die Unterwelt (Getting Gotti, Fernsehfilm)
- 1994: Iron Will – Der Wille zum Sieg (Iron Will)
- 1995: Free Willy 2 – Freiheit in Gefahr (Free Willy 2: The Adventure Home)
- 1995: Tecumseh (Tecumseh: The Last Warrior)
- 1996: Crazy Horse – Der stolze Krieger (Crazy Horse)
- 1997: Absturz in der Wildnis (True Heart)
- 1997: Free Willy 3 – Die Rettung (Free Willy 3: The Rescue)
- 2001: The Unsaid – Lautlose Schreie (The Unsaid)
- 2003: Dreamkeeper
- 2004: Tremors 4 – Wie alles begann (Tremors 4: The Legend Begins)
- 2004: Road Party (Going the Distance)
- 2005: The New World
- 2006: Antarctica – Gefangen im Eis (Eight Below)
- 2007: Missionary Man
- 2007: Bury My Heart At Wounded Knee (Sitting Bull)

### Fernsehen
- 1973: Polizeiarzt Simon Lark (Dr. Simon Locke) (Gastauftritt)
- 1986: Nachtstreife (Night Heat) (Gastauftritt)
- 1995: Walker, Texas Ranger (Gastauftritt)
- 2009: Grey’s Anatomy (Gastauftritt)
- 2010: Stargate Universe (Staffel 2, Folge 17 und 18, Gastauftritt)